# Greg Wise
Matthew Gregory Wise ( 15 de maio de 1966) é um ator e produtor britânico.

## Filmografia

### Cinema
| Ano  | Título                             | Papel              |
| ---- | ---------------------------------- | ------------------ |
| 1995 | Feast of July                      | Arch Wilson        |
| 1995 | Sense and Sensibility              | John Willoughby    |
| 1998 | Judas Kiss                         | Ben Dyson          |
| 1999 | Africa                             | Josh Sinclair      |
| 1999 | Mad Cows                           | Alex               |
| 2001 | The Discovery of Heaven            | Max Delius         |
| 2002 | Hills Like White Elephants         | The American       |
| 2004 | Every Seven Years                  | Boyfriend          |
| 2003 | Johnny English                     | Agent One          |
| 2003 | Five Moons Plaza                   | Francesco Doni     |
| 2004 | Every Seven Years                  | Boyfriend          |
| 2002 | Hills Like White Elephants         | The American       |
| 2005 | The Adventures of Greyfriars Bobby | Minister Lee       |
| 2005 | A Cock and Bull Story              | Greg               |
| 2008 | The Disappeared                    | Jake Ryan          |
| 2009 | Morris: A Life with Bells On       | Miloslav Villandry |
| 2013 | Effie Gray                         | John Ruskin        |
| 2013 | Three Days in Havana               | Harry Smith        |
| 2014 | Walking On Sunshine                | Doug               |

### Televisão
| Ano  | Título                                    | Papel                  |
| ---- | ----------------------------------------- | ---------------------- |
| 1992 | A Masculine Ending                        | Jamie Baird            |
| 1993 | The Riff Raff Element                     | Alister                |
| 1995 | The Buccaneers                            | Guy Thwaite            |
| 1996 | The Place of the Dead                     | Cabo Hugh Brittan      |
| 1996 | The Moonstone                             | Franklin Blake         |
| 1997 | House of Frankenstein 1997                | Crispian Grimes        |
| 1997 | Hospital!                                 | Dr. Jim Nightingale    |
| 1998 | Alice through the Looking Glass           | Red Knight             |
| 1999 | Wonderful You                             | Marshall               |
| 2000 | Madame Bovary                             | Rodolphe               |
| 2003 | Loyalty (Hornblower)                      | Major Côtard           |
| 2005 | According to Bex                          | Charles Mathers        |
| 2006 | Trial & Retribution X: Sins of the Father | John Harrogate         |
| 2006 | Elizabeth David: A Life in Recipes        | Peter Higgins          |
| 2016 | Galavant                                  | Arnold Galavant        |
| 2016 | The Crown                                 | Lord Louis Mountbatten |